# Still Smiling
Still Smiling è il primo album in studio del musicista italiano Teho Teardo e del musicista tedesco Blixa Bargeld, pubblicato il 22 aprile 2013 in Italia e il 28 giugno 2013 nel resto d'Europa dall'etichetta discografica Specula Records.

## Tracce
Testi e musiche di Teho Teardo e Blixa Bargeld.
1. Mi scusi – 3:57
2. Come Up and See Me – 4:45
3. Axolotl – 4:01
4. Buntmetalldiebe – 4:21
5. Still Smiling – 5:39
6. Nocturnalie – 4:55
7. Alone with the Moon – 3:00
8. What If...? – 5:17
9. Konjunktiv II – 3:42
10. Nur zur Erinnerung – 3:41
11. A Quiet Life – 6:05
12. Defenestrazioni – 5:20

Durata totale: 54:43

## Formazione

### Gruppo
- Teho Teardo – chitarra baritona, chitarra acustica, chitarra elettrica, basso, pianoforte Fender Rhodes, sintetizzatore, pianoforte, percussioni, elettronica, programmazione
- Blixa Bargeld – voce, organo Hammond, clavicordo, chitarra elettrica slide, percussioni ad acqua, riarrangiamenti, glockenspiel

### Altri musicisti
- Martina Bertoni – violoncello
- Balanescu Quartet
  - Alexander Bălănescu – violino
  - James Shenton – violino
  - Katie Wilkinson – viola
  - Nick Holland – violoncello
- Elena De Stabile – violino
- Elisabetta Pacini – voce con accento italiano